# Château de Balazuc
Le château de Balazuc est un château situé à Balazuc, dans le département de l'Ardèche, en France.

## Localisation

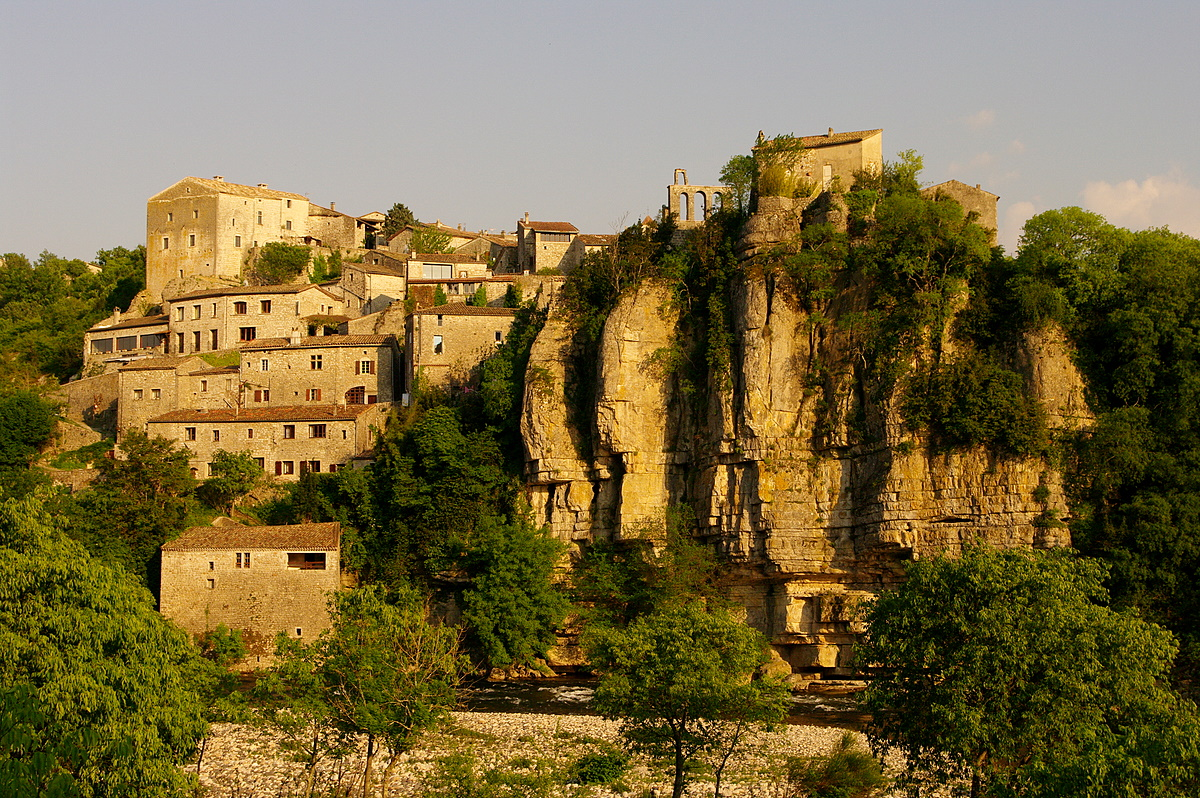
Le château et le village.

Classé parmi Les Plus Beaux Villages de France et les Villages de caractère, Balazuc se situe en Ardèche méridionale, sur les plateaux calcaires du sud. Le village est bâti au sommet d'une falaise surplombant l'Ardèche. Autrefois protégées par des fortifications, les maisons se sont regroupées autour du château féodal.

## Description
La partie la plus ancienne est celle qui surplombe l'Ardèche. Elle date de la fin du XIe siècle. Initialement, il s'agissait d'un donjon rectangulaire de trois étages, construit sur le rocher. Au cours des XIIe et XIIIe siècles, ont été ajoutés deux corps de bâtiment, remaniés aux XIV et XVe siècles, en particulier avec l'ouverture de fenêtres à meneaux et la construction d'une grande cheminée dans le salon.

## Historique
C'est au XIe siècle que commence l'histoire du château de Balazuc ; les seigneurs de Balazuc qui régnaient sur le Bas-Vivarais, construisent un donjon le long du rempart qui entourait le village. Le château est ensuite agrandi au XIIIe siècle.
Durant les guerres de Religion, les suzerains de Balazuc restent toujours fidèles au roi de France, le village reste catholique au milieu d’une terre alors largement convertie au protestantisme. Les États du Vivarais, scindés depuis 1567 en deux factions, l'une catholique et l'autre protestante, signent la paix au château de la Borie de Balazuc en 1576.
À la Révolution française, le comte de Vogüé, dont la famille avait hérité du château, prend la fuite. Le château est alors saisi comme bien national, et vendu à la bougie en 1793 pour la somme de 625 livres (environ 3 125 euros) ; à peine plus que le four du village, et quarante fois moins que son moulin. Le nouvel acquéreur se nomme Louis Mollier, et le château désormais en sa possession lui servira de corps de ferme.
Au XIXe siècle, âge d'or du ver à soie alors très exploité en Ardèche, le château de Balazuc devient une magnanerie.
L'édifice est inscrit sur la liste supplémentaire des monuments historiques en 1927.
En 2002, le château en ruines est vendu par les descendants de Louis Mollier à Daniel et Virginie Boulenger, un couple de Lyonnais. Ces derniers restaurent le château pour en faire des chambres d'hôtes. Celles-ci ferment à la fin de l'année 2007.
En 2011, il est racheté par Luc et Florence Lemaire, deux anciens journalistes. La maison d'hôtes est rouverte en janvier 2012 mais ferme définitivement ses portes en novembre 2019. En avril 2020, le château est vendu et devient une résidence privée.

### Seigneurie de Balazuc
Le premier seigneur connu est Pons de Balazuc, fils de Géraud de Balazuc, qui participa à la première croisade et qui sera tué en 1099, au siège du château d'Archos, quelque temps avant la prise de Jérusalem.
Les membres de la famille de Balazuc étaient suzerains d'un vaste domaine, où ils rendaient la Justice Royale, surveillaient les routes et les gués et construisirent, réparèrent plusieurs châteaux et églises.
Leur domaine s'étendait de Largentière à Pont-Saint-Esprit sur une bonne largeur des deux côtés du Rhône :
- le domaine et le château du Bos, en tant que co-seigneurs de Largentière
- le château de Dona Vierna[5]
- l'hôpital de la Madeleine
- le château de Saint-Paulet-de-Caisson
- le château de Bours-Larnas.
- une résidence à Saint-Remèze
- le château d'Aiguèze
- le château de Gras
- le château de Sampzon
- le château de Lanas
- le château de Labeaume
- le château de Baladun-de-Saint-Just
- le château de l'Ile de Formigière sur le Rhône.
- le château de Formigière.